# Retoromanščina
Retoromanščina (retoromansko: rumantsch/rumauntsch/romontsch) je romanski jezik, ki je eden od štirih uradnih jezikov v Švici (poleg nemščine, francoščine in italijanščine). Spada v skupino retoromanskih jezikov in naj bi se razvila iz ljudske latinščine, ki so jo govorili rimski zavojevalci tega zemljepisnega območja. Zato je sorodna francoščini, okcitanščini in lombardščini, drugim romanskim jezikom pa v manjši meri.
Retoromanščino govorijo zlasti v švicarskem kantonu Graubünden (Grischun).
Popis leta 2000 je v kantonu Graubünden naštel 35.095 govorcev, ki od vseh jezikov najbolj obvladajo retoromanščino, ter 61.815, ki jo uporabljajo med vsemi jeziki najpogosteje. Govori jo 0,9 % celotnega švicarskega prebivalstva (torej od 7,7 milijona prebivalcev), s čimer zaseda zadnje mesto med uradnimi jeziki glede na število govorcev.

## Narečja
Retoromanščina je krovni naziv za več sorodnih narečij južne Švice, ki vsa spadajo v retoromansko jezikovno družino. Drugi sorodni narečji/jezika govorijo na severu Italije (ladinščino na Južnem Tirolskem (okoli 22.550 govorcev), furlanščino pa severovzhodnem predelu Italije (med 550.000 in 595.000 govorcev)).
Med pet večjih retoromanskih narečij spadajo:
- 3 renska narečja:
  - sursilvansko narečje — doline ob Prednjem Renu (Vorderrhein oz. Rain anteriur): Lumnezia, Foppa, Cadi (Surselva)
  - sutsilvansko narečje — doline ob Zadnjem Renu (Hinterrhein oz. Rain posteriur):  Plaun, Tumliasco, Schons (Sutselva)
  - surmiransko narečje — doline rek Julia in Albula: Surses, Sutses  (Surmeira)
- 2 engadinski (ladinski) narečji:
  - putersko narečje — zgornja dolina reke  Engadin (Engiadin' Ota)
  - valladersko narečje — spodnja dolina reke Engadin (Engiadina Bassa) in dolina Müstair

Engadinski narečji včasih imenujejo tudi z izrazom ladinski narečji, ker so njihovi govorci ohranili besedo ladin za poimenovanje svojega jezika. Sicer se ladinščina uporablja za poimenovanje sorodnega retoromanskeha jezika v italijanskih Dolomitih.

## Knjižne norme
Tekom 20. stoletja je 50.000 Retoromanov imelo kar pet knjižnih variant (vsaka s svojo slovnico in slovarjem), ki so se poučevale. V zadnjih desetletjih je nastal nov kojne, imenovan »Rumantsch Grischun«, in postal edini knjižni standard za vse Retoromane.